# Paul Lombard (avocat)
Pour les articles homonymes, voir Paul Lombard et Lombard.
Paul Lombard né le 17 février 1927 à Marseille et mort le 15 janvier 2017 à Paris 14e, est un avocat, et écrivain français.

## Biographie

### Études
Fils de médecin et passionné de littérature, Paul Lombard fait ses études au lycée Thiers à Marseille. Il est diplômé d'études supérieures en droit (DES), et de l'Institut d'études politiques de Paris.

### Avocat
Avocat au barreau de Marseille de 1952 à 1995, Paul Lombard fait ses armes sous le mentorat de l'avocat marseillais Émile Pollak (1914-1978) et Raymond Filippi (1910-1976). Il sera notamment l'un des avocats de Gaston Defferre.
En 1995, il rejoint le barreau de Paris où il fonde le cabinet Lombard, devenu en 2009 le cabinet Lombard, Baratelli & associés.
Très proche de l'avocat Gilles-Jean Portejoie, il partage avec lui un temps son cabinet parisien.
Il defendra Jean-Luc Lagardère. Il sera l'un des trois défenseurs de Christian Ranucci lors de son procès. En dépit d'une plaidoirie qu'il transforme en plaidoyer contre la peine de mort, il ne réussit pas à éviter à ce dernier la peine capitale.
Collectionneur, « Ami des arts », il a réglé, seul ou avec d'autres, les successions de Picasso, Bonnard, Balthus, Chagall.
"J'ai toujours désiré être avocat, j'ai beau réfléchir, à aucun moment je n'ai eu envie de faire un autre métier", déclarait-il dans les années 70.
Il est également l'avocat de Monique et Albert Villemin, les grands-parents du petit Grégory. En 1982, il assure, lors de son procès en appel, la défense de Béatrice Saubin, condamnée à mort en Malaisie et obtient que la peine soit commuée en réclusion à perpétuité.
Avocat de Magali Guillemot dans l'affaire du petit Lubin, il obtient, par trois fois et à la surprise générale, sa libération dans l'attente de son procès,.
Avocat ouvertement candidat à l'Académie française et promis au poste de garde des Sceaux, son avenir prend un autre tournant lorsqu'il est inculpé le 21 décembre 1988 par le juge Jean-Pierre Bernard pour recel, complicité et usage de faux en écriture privée dans l'affaire Suzanne de Canson,. Certes, il était intervenu dans la négociation de la vente au Louvre du tableau Le Gentilhomme sévillan de Murillo, mais la transaction, remise dans le contexte de la succession, se révèle frauduleuse. Il bénéficiera d'un non-lieu le 23 mai 1990,.
En 2008, au cours du très médiatique procès de Michel Fourniret et de sa femme Monique Olivier, il intervient en tant qu'avocat de la famille de l'une des victimes, Elisabeth Brichet. L'année suivante, il est appelé à rejoindre les avocats de Liliane Bettencourt, alors en procès contre sa fille.

### Vie privée
À partir de 2014, jusqu'à son décès en 2017, il côtoie Danielle Renault, qui est son aide-soignante. Paul Lombard lui présente son petit-fils, Arthur Lombard, et ensemble, ils créent des vidéos sur YouTube, Instagram et Snapchat sous le nom de « Studio Danielle ».

### Mort
Le 15 janvier 2017, à l'âge de 89 ans, Paul Lombard meurt dans le 14e arrondissement de Paris d'une infection pulmonaire. Une cérémonie religieuse a lieu le 19 janvier 2017 en la salle de La Coupole du crématorium du cimetière du Père-Lachaise (20e arrondissement de Paris). Le 20 janvier 2017 une messe est célébrée par Mgr Jean-Michel di Falco Léandri, évêque de Gap et d'Embrun, en présence de sa famille et de nombreux amis avocats et magistrat en l'abbaye Saint-Victor (7e arrondissement de Marseille).
Grand collectionneur d'art, sa collection personnelle, qui rassemble notamment des œuvres de Pablo Picasso, Joan Miró, Zao Wou-Ki, Maurice Denis et Robert Combas, est mise aux enchères en octobre 2017 chez Artcurial.

## Décorations
- Commandeur de la Légion d'honneur
- Commandeur de l'ordre national du Mérite

## Œuvres
- Divorcer, Paris, La Table ronde, 1975, 242 p.
- Mon intime conviction, Paris, Robert Laffont, coll. « Un Homme et son métier », 1977, 361 p.
- Plaidoyer pour Marseille, Robert Laffont et Marcel Jullian, Paris, coll. « Plaidoyer pour une ville », 1979, 253 p.  (ISBN 2-86310-027-0)
- Quand la justice se trompe, Paris, Robert Laffont, 1981, 346 p.  (ISBN 2-221-00793-X) (BNF 36600560)
- Par le sang d'un prince : le duc d'Enghien, Paris, Bernard Grasset, 1986, 344 p.  (ISBN 2-246-31101-2)
- Le crépuscule des juges, Paris, Robert Laffont, coll. « Essais », 1988, 187 p.  (ISBN 2-221-05803-8)
- Histoire de la répression politique en France, Paris, Flammar, Robert Laffont, 1992, 170 p.  (ISBN 2221069889)
- Le juge et l'avocat (publié par Simone Rozès et Paul Lombard), Paris, Robert Laffont, 1992, 170 p.  (ISBN 2221069889)
- Le procès du Roi, Paris, Bernard Grasset, 1993,  (ISBN 9782246391517)
- Anthologie des poètes délaissés : de Jean Marot à Samuel Beckett (publié par Pierre Dauzier et Paul Lombard), Paris, La Table ronde, 1994, 481 p.  (ISBN 2-7103-0649-2)

réédition, sous le titre « Poètes délaissés : anthologie : de Jean Marot à Samuel Beckett », Paris, La Table ronde, coll. « La petite vermillon » no 109, 1999, 481 p.  (ISBN 2-7103-0874-6)
- La justice des bien-pensants : 1799-1871, Paris, Flammarion, 1995, 435 p.  (ISBN 2-08-066663-0)
- Anthologie de l'éloquence française : de Jean Calvin à Marguerite Yourcenar (publié par Pierre Dauzier et Paul Lombard), Paris, La Table ronde, 1995, 402 p.  (ISBN 2-7103-0706-5)
- Ma vérité sur le mensonge, Paris, Plon, 1997, 212 p.  (ISBN 2-259-18535-5)
- Un petit monde : récits d'enfance, ¨Paris, Plon, 2001, 285 p.  (ISBN 2259190170)
- Jean-François Burgelin et Paul Lombard, Le procès de la justice, Paris, Omnibus, 2003, 165 p.  (ISBN 2259197892)
- Enquête d'auteurs : la liberté d'écrire d'Homère à nos jours, Paris, Bernard Grasset, 2004, 301 p.  (ISBN 2-246-63171-8)
- Dictionnaire amoureux de Marseille, Paris, Plon, 2008, 572 p. (ISBN 978-2-259-20362-3)
- Prolongations, Paris, Plon, 2011  (ISBN 978-2-259-21326-4)

## Citations
« Il n’y a pas de grand avocat, il n’y a que de grandes affaires. »

— Me Lombard

« N'écoutez pas l'opinion publique qui frappe à la porte de cette salle. Elle est une prostituée qui tire le juge par la manche, il faut la chasser de nos prétoires, car, lorsqu'elle entre par une porte, la justice sort par l'autre »

— Me Lombard